# Joan Carreras i Goicoechea
Joan Carreras i Goicoechea (Barcelona, 1962) es un periodista, guionista de televisión y escritor español en lengua catalana.

## Biografía
Hijo de Joan Carreras Martí, es profesor asociado de la Facultad de Comunicación en la Blanquerna, de Barcelona, donde imparte clases de periodismo digital. Ha trabajado durante una década en la Corporación Catalana de Medios Audiovisuales, donde ha sido director del El 33 y uno de los responsables de la creación del programa Info-K . En 324.cat experimentó con nuevos formatos y narrativas digitales. También trabaja en el diario Avui, el Diari de Barcelona y El Temps. 

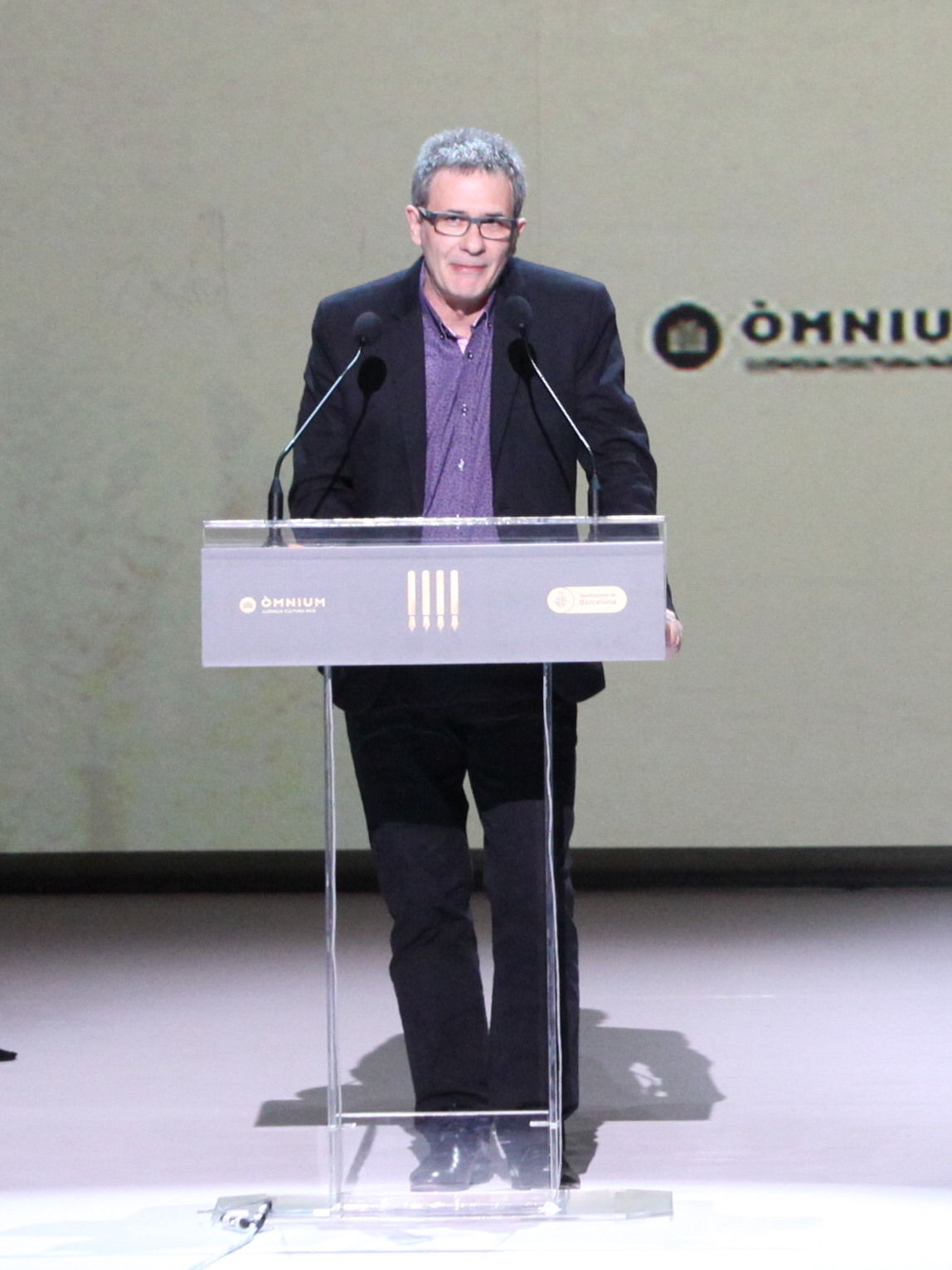
Joan Carreras, en la ceremonia de entrega del Premio Sant Jordi de novela 2014.

En Café Barcelona (editorial Proa) que es la quinta novela de Joan Carreras, sus personajes a menudo no expresan lo que realmente quieren decir. Tienen secretos. Se localizan entre Ámsterdam y Barcelona, y les persigue la culpa. El escritor les da otra oportunidad. La novela recibió el Premio Ciudad de Barcelona el año 2014.
El 2014 también recibió el Premio Sant Jordi de novela por su obra L'àguila negra.

## Obra publicada

### Recopilaciones de relatos
- 1990 — Les oques van descalces (Quaderns Crema)
- 1993 — La bassa del gripau (Quaderns Crema)

### Novelas
- 1998 — La gran nevada (Empúries)[9]
- 2003 — Qui va matar el Floquet de Neu (Empúries)
- 2009 — L'home d'origami (Ámsterdam)[10]
- 2012 — Carretera secundària (Proa)[11]
- 2013 — Cafè Barcelona (Proa)
- 2015 — L'àguila negra (Proa)
- 2017 - La dona del cadillac (Proa)

## Premios y reconocimientos
- 2012 - Premis Literaris de Cadaqués - Carles Rahola de periodisme. Postals de la nostàlgia des de Cadaqués
- 2014 - Premio Ciudad de Barcelona de literatura catalana por Cafè Barcelona
- 2014 - Premio Sant Jordi de novela por L'àguila negra